# Paratanaidae
Paratanaidae é uma família de crustáceos pertencentes à ordem Tanaidacea.

## Géneros
Géneros:
- Acallocheirus Bird & Bamber, 2013
- Aparatanais Bird & Bamber, 2013
- Atemtanais Bird, 2011